# Ulrich van Gobbel
Ulrich van Gobbel (nacido el 16 de enero de 1971 en Paramaribo, Surinam) es un exfutbolista de la Selección de fútbol de los Países Bajos, en la que jugó ocho partidos, y de otros clubes como el Feyenoord de Róterdam, el Galatasaray y el Southampton.